# Перейра, Клебер
Кле́бер Жуа́н Бо́ас Пере́йра (или просто Кле́бер Пере́йра или Кле́бер Бо́ас; порт. Kléber João Boas Pereira; род. 13 августа 1975, Пери-Мирин) — бразильский футболист, нападающий.

## Биография
В чемпионате Бразилии 2008 года стал лучшим бомбардиром первенства. Стал лучшим бомбардиром «Сантоса» в чемпионатах Бразилии за один сезон с самого первого первенства 1971 года.
Известен хорошей игрой головой, а также умением забивать красивые голы в ворота соперника из сложных, не располагающих к тому моментов.
В 2010 году перешёл в «Интернасьонал» из Порту-Алегри. Его переход был весьма многообещающим, однако игрок не смог набрать нормальную спортивную форму. Провёл за «колорадос» всего один неубедительный матч. Должен был отправиться в аренду в клуб «Гоияс», однако переговоры не увенчались успехами и контракт с «Интером» в середине года был разорван.

## Достижения

### Клубные
- Чемпион штата Парана (3): 2000, 2001, 2002
- Чемпион Бразилии (1): 2001
- Чемпион Мексики (1): Клаусура 2005
- Обладатель трофея Чемпион чемпионов Мексики (1): 2005
- Победитель Кубка чемпионов КОНКАКАФ (1): 2006

### Личные
- Лучший бомбардир чемпионата Бразилии: 2008 (вместе с Кейррисоном и Вашингтоном)
- Лучший бомбардир чемпионата Мексики: Апертура 2005